# Pseudohadena halimi
Pseudohadena halimi är en fjärilsart som beskrevs av Miller 1877. Pseudohadena halimi ingår i släktet Pseudohadena och familjen nattflyn. Inga underarter finns listade.